# Michel Tronchay
Pour les articles homonymes, voir Tronchay.
 (juillet 2025).
Si vous disposez d'ouvrages ou d'articles de référence ou si vous connaissez des sites web de qualité traitant du thème abordé ici, merci de compléter l'article en donnant les références utiles à sa vérifiabilité et en les liant à la section « Notes et références ».
Michel Tronchay (octobre 1668, Mayenne - 30 octobre 1733, château de Nonant, diocèse de Bayeux) est un écrivain français.

## Origine
Il fit ses premières études au collège de sa ville natale, sous le diacre Louis Enjubault, et sa philosophie à l'Oratoire du Mans, deux foyers du Jansénisme. Il continua des études de philosophie au Collège du Plessis à Paris et étudia deux ans à la Sorbonne. Il enseigne au collège du Plessis et à la Sorbonne. Il est alors remarqué par le prêtre et historien, Louis-Sébastien Le Nain de Tillemont, qui vient de perdre son collaborateur Ernest Ruth d'Ans. Il est présenté en 1690 par Mme de Fontpertuis. Il le suit au village de Tillemont, entre Montreuil et Vincennes. Il participe à ses études avec acharnement.

## Nain de Tillemont
Pendant huit années, les deux savants vont travailler d'arrache-pied dans une atmosphère monacale loin de la ville. Son maître obtint pour lui un dimissoire de Louis de Tressan, afin de lui faire prendre le sous-diaconat, dont il remplissait déjà les fonctions à la paroisse. À la mort de Lenain-de-Tillemont en  novembre 1698, Michel Tronchay reçoit cinq cents livres de rentes, et l'usage de la bibliothèque à charge pour lui de terminer et de publier la suite des « Mémoires pour servir à l'histoire ecclésiastique ».

## Jansénisme
Comme éditeur, l'abbé Tronchay a publié et mis en ordre les tomes 6-16 des Mémoires pour servir à l'histoire ecclésiastiques des 6 premiers siècles, par Le Nain de Tillemont ; Paris 1693-1712, en 16 volumes ; et le dernier volume de l'Histoire des Empereurs du même auteur, Paris, 1700-1738 en 6 volumes. On lui doit aussi plusieurs épitaphes, imprimées dans le Nécrologe de Port-Royal, de Dom Rivet ; Amsterdam, 1723.
Philosophe, historien, et champion du jansénisme, il prépare une édition à la mémoire de son bienfaiteur qui est imprimée dès 1706 à Nancy par l'infidélité d'un copiste sous le titre : Idée de la vie et de l'esprit de Monsieur Lenain-de-Tillemont. Cet ouvrage format in-12° sera publié de nouveau en 1711 par l'auteur sous le titre Vie de M. Le Nain de Tillemont, suivie des réflexions pieuses et des lettres édifiantes du même, et dont une 2e édition parut en 1735 à Utrecht et Cologne.

## Parcours
Les héritiers de Lenain contraignent Michel Tronchay à quitter Montreuil après avoir dispersé la bibliothèque du château de Tillemont en 1710. Il s'établit à Paris et continue de travailler avec les jansénistes de Port-Royal. Il est un ardent champion du Jansénisme. Il publie en 1710 une « Histoire abrégée de l'abbaye de Port-Royal », dont la cinquième édition parut en 1738, et rédigea plusieurs épitaphes du nécrologue, entre autres celles de Tillemeont et de Racine.
Sa correspondance suivie avec Pasquier Quesnel dura jusqu'à la mort de celui-ci. Louis XIV qui soutient les jésuites, envoie par lettre de cachet Michel Tronchay à la Bastille en 1715, celui-ci préfère fuir Paris. Il y revint dès qu'il apprit la mort de Louis XIV, mais ne put obtenir du Régent l'entrée de la Bibliothèque royale pour continuer ses recherches sur l'origine de l'Église. Devant les pressions du Régent, il cesse ses travaux.

## Laval
Joachim Colbert, évêque de Montpellier, le plus obstiné des appelants, conféra le diaconat et la prêtrise à son coreligionnaire, et la marquise de Coigny, belle-mère de Jean-Baptiste Colbert, dame de Poligné, le pourvu d'un canonicat à la Collégiale Saint-Michel de Laval en 1716. Il prit possession par procuration datée de Paris au Collège de Laon, le 11 septembre 1716. Il tente de continuer son œuvre. Le nouveau chanoine continua son prosélytisme, attira à Laval plusieurs jansénistes, en particulier Ravechet, plus connu sous le nom de Jacques Crès. Il donna un titre sacerdotal au fils de son neveu René Allis, autre sectaire de Mayenne. Mais Laval ne lui offrait pas les ressources de société dont il sentait le besoin, puis tous ses confrères n'étaient pas gagnés à la secte et il y avait division. M. Bosc, son ami, procureur à la Cour des Aides, l'attacha comme aumônier à la princesse de Conti en 1720. Il n'y resta que 5 mois, revint à Laval, n'y trouva pas plus d'agréments, mais resta quand même attaché à sa stalle, qu'il ne résigna que le 15 décembre 1732. Sous réserve d'une pension de 200# à Jean Beaumesnil.
Il meurt le 30 octobre 1733 au château de Nonant près de Bayeux. Il fut inhumé dans l'église paroissiale par le curé de Merlerault, doyen de Gacé. Il avait laissé à un de ses amis de Laval un acte de sa main par lequel il protestait contre la bulle Unigenitus et s'opposait à ce qu'elle fût reçue par le chapitre. Il mourut dans ces dispositions.
Le dictionnaire de Moréri lui attribue :
- une lettre écrite en 1725 à l'évêque de Montpellier sur la bulle Unigenitus ;
- une relation sur la manière dont M. de Tillemont se conduisait dans ses études ;
- une traduction du Banquet des dix vierges, de Méthodius, faite pour une de ses sœurs religieuses à Port-Royal.

## Publications
- Histoire abrégée de l'abbaye de Port-Royal, depuis la fondation de 1204 jusqu'à l'enlèvement des religieuses en 1709. Paris, 1710, Amsterdam, Hook, 1720. Il affirme ses opinions, préférant l'étude au monde et s'opposant aux jésuites.
- Idée de la Vie et l'Esprit de Monsieur Louis Lenain de Tillemont. Nancy, 1706, Paris, 1711.
Biographie de Tillemont par Michel Tronchay qui avait vécu avec lui de 1690 jusqu'à sa mort en 1698. Il donne dans ces textes la plus vive et la plus parfaite idée des méandres de Port Royal et du jansénisme.